# Распределительные средства (MLS)
Распределительные средства в MLS (англ. Allocation money) или просто распределения представляет собой сумму денег, которую команды могут использовать для подписания игроков и/или повышения их зарплаты, чтобы оставаться в рамках предела зарплат. Распределения даются командам по шести причинам:
1. Пропуск плей-офф в предыдущих сезонах.
2. Расширение команды в своём первом сезоне.
3. Трансфер игрока в зарубежный клуб за валюту.
4. Выступление в групповом этапе или плей-офф Лиги чемпионов КОНКАКАФ (дополнительные деньги выделяется каждый сезон, когда команда будет туда проходить).
5. Команды могут продать 2 из 10 своих «внебюджетных» мест в составе за деньги распределения.
6. Команды, которые приобретают третьего игрока с зарплатой выше установленного максимума, получают третье место в качестве денег распределения.

Распределительные деньги можно использовать несколькими способами:
- Уменьшить стоимость игрока по отношению к пределу заработной платы до минимальной зарплаты лиги ($ 46500 в 2013 году).
- Уменьшить стоимость игрока с превышением зарплаты по отношению к потолку зарплат с $ 350000 до минимума в $ 175000.
- Сделать так, чтобы зарплата игрока не выходила за пределы (за счёт установления заработной платы ниже $ 350000).
- Приобретать игроков за пределами MLS (используя распределительные средства для любой части заработной платы или торговой стоимости).
- Продавать игроков в другие команды за любые деньги.

Независимо от того, когда было дано распределение, его размер определяется MLS; детали не раскрываются для широкой публики. Ссылаясь на это, некоторые члены сообщества MLS обвинили лигу в пособничестве крупным рыночным командам, в частности «Лос-Анджелес Гэлакси», в использовании распределений.
Распределительные деньги не следует путать с распределительным ордером MLS. Последний является рейтингом, используемым для определения того, какой клуб имеет первоочерёдное право приобрести игрока сборной США, который возвращается в MLS после игры за рубежом; или бывшего игрока MLS, который возвращается в лигу после игры за рубежом за обычную трансферную стоимость. Наряду с распределительными деньгами рейтинги распределительного ордера могут быть проданы при условии, что частью компенсации, полученной взамен, является изменение рейтинга распределения другого клуба.
Дважды в истории лиги, клуб получал распределения за уходящего игрока и использовал их на того же игрока по его возвращению в лигу: «Чикаго Файр» на Анте Разова и «Нью-Инглэнд Революшн» на Даниэля Эрнандеса.